# Ясениця-Росельна
Ясениця-Росельна (пол. Jasienica Rosielna) — село в Польщі, у гміні Ясениця-Росельна Березівського повіту Підкарпатського воєводства.
Населення — 2179 осіб (2011).
У 1975-1998 роках село належало до Кросненського воєводства.

## Демографія
Демографічна структура станом на 31 березня 2011 року:
|          | Загалом | Допрацездатний вік | Працездатний вік | Постпрацездатний вік |
| -------- | ------- | ------------------ | ---------------- | -------------------- |
| Чоловіки | 1084    | 265                | 725              | 94                   |
| Жінки    | 1095    | 263                | 626              | 206                  |
| Разом    | 2179    | 528                | 1351             | 300                  |